# Тирол (Румунија)
Тирол (рум. Tirol) насеље је у Румунији у жупанији Караш-Северин у општини Доклин. Место се налази на надморској висини од 162 m.

## Историја
По "Румунској енциклопедији" насеље је основано 1811. године клонизацијом Аустријанаца из Тирола. Дато је насељеницима 96 земљишних сесија. Место се током 19. века звало Königsgnad (од 1812) у част цара Франца I. Насељавање Немаца, али и других народа ишло је у таласима, све до краја 19. века.
Ту је 1890. године пописано поред већинског народа Немаца (736), и 19 Румуна и 72 Србина (Карашевци).

## Становништво
Према подацима из 2021. године у насељу је живело 425 становника.

### Попис2002.
| Расподела становништва по националности 2002.‍ | Расподела становништва по националности 2002.‍ | Расподела становништва по националности 2002.‍ | Расподела становништва по националности 2002.‍ | Расподела становништва по националности 2002.‍ |
| --------------------------------------------- | --------------------------------------------- | --------------------------------------------- | --------------------------------------------- | --------------------------------------------- |
|                                               |                                               |                                               |                                               |                                               |
| Румуни                                        | Румуни                                        |                                               | 435                                           | 68,0%                                         |
| Немци                                         | Немци                                         |                                               | 116                                           | 18,1%                                         |
| Хрвати (Карашевци)                            | Хрвати (Карашевци)                            |                                               | 59                                            | 9,2%                                          |
| Мађари                                        | Мађари                                        |                                               | 17                                            | 2,7%                                          |
| Роми                                          | Роми                                          |                                               | 8                                             | 1,3%                                          |
| Украјинци                                     | Украјинци                                     |                                               | 5                                             | 0,8%                                          |